# بارسينت

علم البلدية

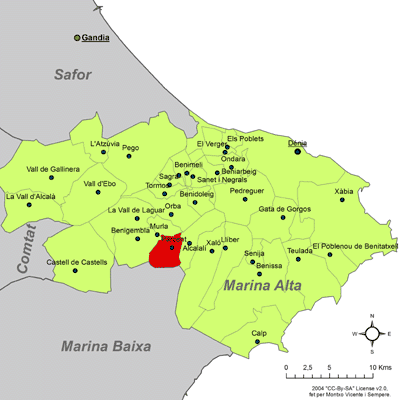
موقع البلدية

بلدية بارسينت (بالإسبانية: Parcent)‏, هي بلدية تقع في مقاطعة اليكانتي. جنوب شرق إسبانيا. يبلغ عدد سكانها 1.019 نسمة.

## وصلات خارجية
- (بالإسبانية)